# The City Sleeps in Flames
The City Sleeps in Flames — дебютный полноформатный альбом американской пост-хардкор-группы Scary kids scaring kids, выпущен в 2005 году на Immortal Records. Для раскрутки альбома было выпущено 3 клипа: «The Only Medicine», «My Darkest Hour» и «The City Sleeps in Flames».

## Список композиций
1. «The City Sleeps in Flames» — 4:01
2. «The Only Medicine» — 2:51
3. «The World as We Know It» — 3:02
4. «What’s Said and Done» — 3:45
5. «Just a Taste» — 3:52
6. «My Darkest Hour» — 3:29
7. «Drowning You in Fear» — 3:12
8. «The Bright Side of Suffering» — 4:02
9. «Empty Glasses» — 2:50
10. «Faith in the Knife» — 3:27
11. «A Breath of Sunshine» — 5:44
12. «What’s Up Now» (iTunes Bonus Track) — 4:25

## Участники записи
- Tyson Stevens — вокал, гитара
- James Ethridge — ударные, перкуссия
- Chad Crawford — гитара, вокал
- DJ Wilson — бас
- Steve Kirby — гитара
- Pouyan Afkary — клавишные, вокал